# Кукушкино (Павинский район)
Кукушкино — деревня в Павинском районе Костромской области. Входит в состав Леденгского сельского поселения.

## История
В 1966 г. указом президиума ВС РСФСР деревня Первый Плелый Поломок переименована в Кукушкино.

## Население
| 2008 | 2010 | 2014 |
| ---- | ---- | ---- |
| 0    | →0   | →0   |